# 朝日オートセンター
朝日オートセンター（あさひオートセンター）は、兵庫県尼崎市にある中古車展示販売所。現在は杭瀬に本店を、南武庫之荘に尼宝店を持つ。かつては尼崎浜田町国道2号沿いに存在した店舗は、30,000平方メートルの広い場内に複数の小売業者が店舗を構えており、場内を巡る1,000メートルの試乗コースがあった。2014年に閉鎖され、上記の店舗に移転した。

## 概要
ハナテン中古車センターとともに、大阪圏では有名な中古車展示販売所であった。
プロ野球阪神タイガースを全面的に応援しており、甲子園球場で行われる公式戦のチケットをプレゼントする企画や、毎年1月に、阪神タイガースの選手を囲んでサイン会やチャリティーオークションなどのファンサービスが行われるのが恒例。また、阪神タイガースがリーグ優勝した2003年と2005年には、優勝を記念して同センター内でビール掛けも行われた。
なお、旧店舗正面には、阪神バスの尼崎浜田車庫前バス停があり、阪神バスの一部路線（尼崎芦屋線や尼崎宝塚線）については、運行距離が長いため、このバス停で乗務員交代を行う。上り（阪神尼崎方面）に向かうバスの到着をこのバス停で待つ交代待機の乗務員は、同センターの敷地境界にある、膝高のコンクリート壁に座って待つ場合が多い。
2006年場内にラジコンコースが誕生し無料開放されていた。

## 沿革
- 1977年　朝日オートセンターを設立
- 2014年　旧店舗閉鎖移転

## かつてのテナント
- 兵庫クライスラー